# PW系列无人机
PW系列无人机是由中国航天科技集团公司下辖的中国航天空气动力技术研究院（即中国航天科技集团公司第十一研究院）设计、制造与开发的一个先进多用途中近程无人机系列。该系列的主要用途涵盖了战场侦察、校正炮火射击、数据中继、情报收集以及电子战等领域，其目前包括两种型号：PW-1型无人机与PW-2型无人机。